# Marele cutremur din Lisabona (1755)
Marele Cutremur din Lisabona s-a produs de Ziua Tuturor Sfinților, în dimineața zilei de 1 noiembrie 1755.
Seismologii contemporani estimează că Marele cutremur din Lisabona ar fi avut între 8,5 și 9 grade pe scara Richter cu  epicentrul în Oceanul Atlantic, la 200 de km sud-vest de Capul Sfântului Vincent.
Seismul a făcut - potrivit statisticilor- între 50.000 și 100.000 de victime doar în Lisabona, iar în ceea ce privește orașul, acesta a fost distrus în proporție de 85%, distrugând nu mai puțin de 12.000 de locuințe și numeroase clădiri publice: Palatul Regal Portughez, Opera, Catedrala, Biblioteca.